# École Mohammadia d'ingénieurs
Pour les articles homonymes, voir EMI et Mohammadia.
L'École Mohammadia d'ingénieurs (EMI) , est l'une des grandes écoles d'ingénieurs à formation militaire au Maroc, elle est située au quartier d'Agdal à Rabat et attachée à l'université Mohammed V de Rabat.
L'EMI a été inaugurée par le roi Mohammed V en 1959, trois ans après l'indépendance du Maroc.
En 2011, l'école comptait 11 000 alumni.

## Historique
Le protectorat français sur l'empire chérifien prend fin le 2 mars 1956, et le retour à la souveraineté du Maroc fut officiellement reconnu par l’Espagne le 7 avril 1956, date à laquelle le protectorat espagnol sur le territoire prend également fin. Le Maroc doit faire face à un défi de taille : l’écrasante majorité des cadres d'entreprise étaient d'origines étrangères, les marocains représentaient à peine 4,3% de ces cadres.
Le 23 octobre 1959, le roi Mohammed V pose la pierre inaugurale de construction de l'EMI. L'école offrait 4 spécialités que le Maroc jugeait nécessaire à l'époque : génie civil, génie électrique, génie mécanique, et génie minéral,.
En 1964, la première promotion d’ingénieurs de l’école compte 34 lauréats. Le mode d'admission principal était alors en post-bac, complété par des étudiants de l'école préparatoire créée ad-hoc pour pallier le manque d'effectif de bacheliers en mathématiques. Le cursus qui s'étalait initialement sur une durée de 3 ans lors la création de l'école, s'allongea progressivement pour atteindre une durée de 5 ans en 1970.
À partir de 1982, le roi Hassan II a décidé de nommer un détachement militaire permanent des Forces armées royales à l'école afin de renforcer le régime militaire déjà existant. Désormais, l'ingénieur diplômé de l'EMI reçoit en plus de sa formation technique, une formation militaire lui permettant d'accéder au statut d'officier de réserve,.
En 1986, l'école ajoute à son offre de formation un doctorat ès Sciences Appliquées. À partir de 1990, l’EMI adopte le système de la formation en 3 années après les classes préparatoires aux grandes écoles (CPGE) et le concours national commun (CNC). À partir de septembre 2007, l’EMI s’engage dans une réforme touchant les filières, leur contenu, les méthodes pédagogiques et d’évaluation ainsi que la programmation. En janvier 2008, l’école met en place un centre d’études doctorales « Sciences et techniques pour l’ingénieur » composé de laboratoires et d’équipes de recherche accrédités par l’université Mohammed V - Agdal.

## L'EMI et Internet au Maroc
L'École Mohammadia d'ingénieurs a été le berceau d'Internet au Maroc par la création du 1er nœud Internet au Maroc. La première liaison a été établie le 1er juillet 1993 à travers une connexion vers l'INRIA en France. Le domaine « .ma » a été déclaré et géré par l'EMI en 1993 avant d'être transféré à l'Agence nationale de réglementation des télécommunications (ANRT) en 2004. De 1993 à 1995 (date de l'arrivée d'Internet commercial au Maroc), l'EMI a joué le rôle de fournisseur de service Internet pour les universités et les centres de recherche.
L'école a aussi créé un incubateur d’entreprises, le CIT : Centre d’Innovation Technologique.

## Association des ingénieurs de l'École Mohammadia (AIEM)

Logo de l'AIEM.

L'Association des ingénieurs de l'École Mohammadia (AIEM) est considérée comme la plus importante association d'ingénieurs du Maroc, car elle compte dans ses rangs plus de 10000 lauréats de l'école. Créée au lendemain de la sortie de la première promotion, en 1964, elle investit dans des missions à caractère économique, social et culturel.
En 2013, le président de l'AIEM déclare qu'il est nécessaire de fusionner l'EMI avec l'ENSMR ainsi que d'autres possibles écoles pour former l'université polytechnique Mohammadia (une sorte de « Institute of Technology »), un projet toujours en cours de discussion).
L'année 2017 voit plusieurs changements survenir avec l'élection du nouveau bureau national et des bureaux régionaux et clubs, notamment la mise en place d'une plateforme digitale pour les lauréats, la promotion des soft skills et de l'entrepreneuriat et l'ambition de mettre sur pied un Think Tank AIEM.

## Personnalités liées à l'établissement
- Anass Houir Alami (EMI 90), ancien directeur général de la Caisse de dépôt et de gestion (CDG)[17]
- Leila Benali, ministre de la Transition énergétique et du Développement durable[18].
- Radouane Mrabet (EMI 86), président de l'université sidi Mohamed ben Abdellah de Fès.
- Abdelhamid Addou (EMI 96), directeur général de l'Office national des aéroports (ONDA)
- Rahhal El Makkaoui (EMI 94), ancien secrétaire général du ministère de la Santé
- Mounia Boucetta (EMI 90), directrice générale de Madaëf, filiale touristique du groupe CDG[19], secrétaire d'État auprès du ministre des Affaires étrangères et de la Coopération internationale
- Charafat Afilal (EMI 95), ancienne ministre déléguée auprès du ministre de l'Énergie, des Mines, de l'Eau et de l'Environnement, chargée de l'Eau
- Soumiya Benkhaldoun, ministre déléguée auprès du ministre de l'Enseignement supérieur, de la Recherche scientifique et de la Formation des cadres
- Nouzha Bouchareb, ministre marocaine
- Khadija El Kamouny, ingénieure et docteure marocaine, nommée par le roi Mohammed VI comme l’un des 35 membres de la Commission spéciale du modèle de développement.

## Galerie

L'école Mohammadia d'ingénieurs à Rabat au Maroc en 2004
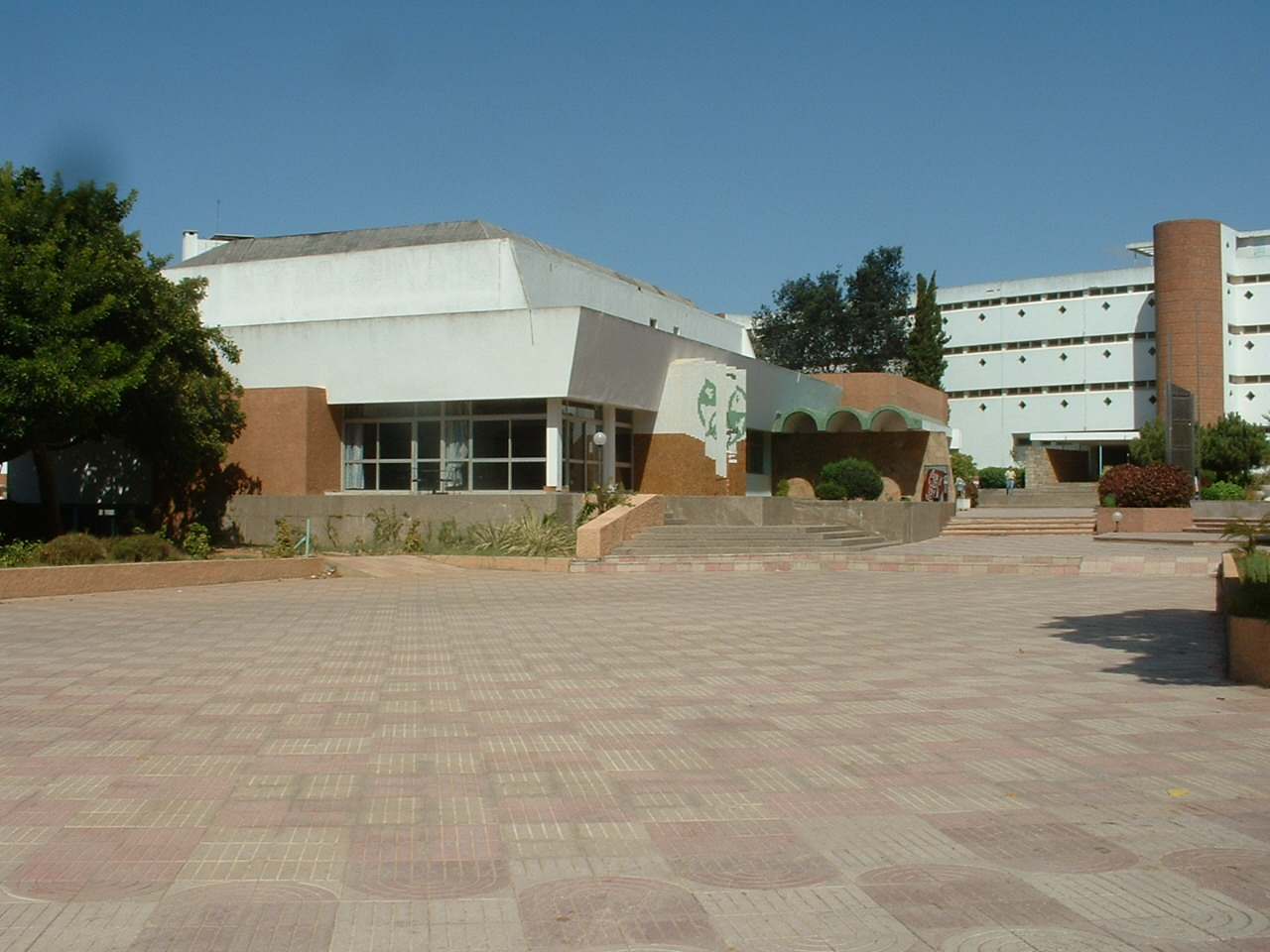
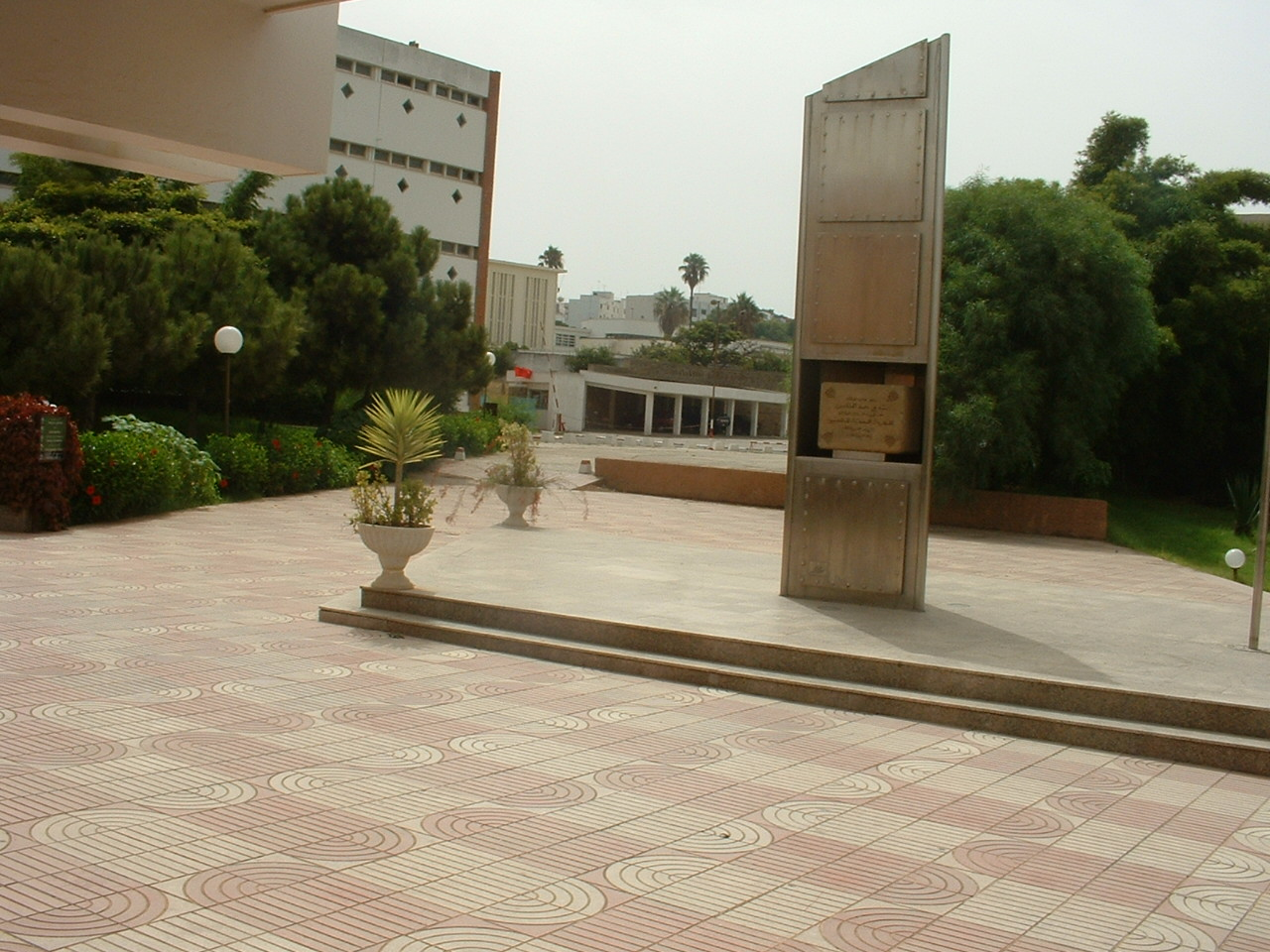
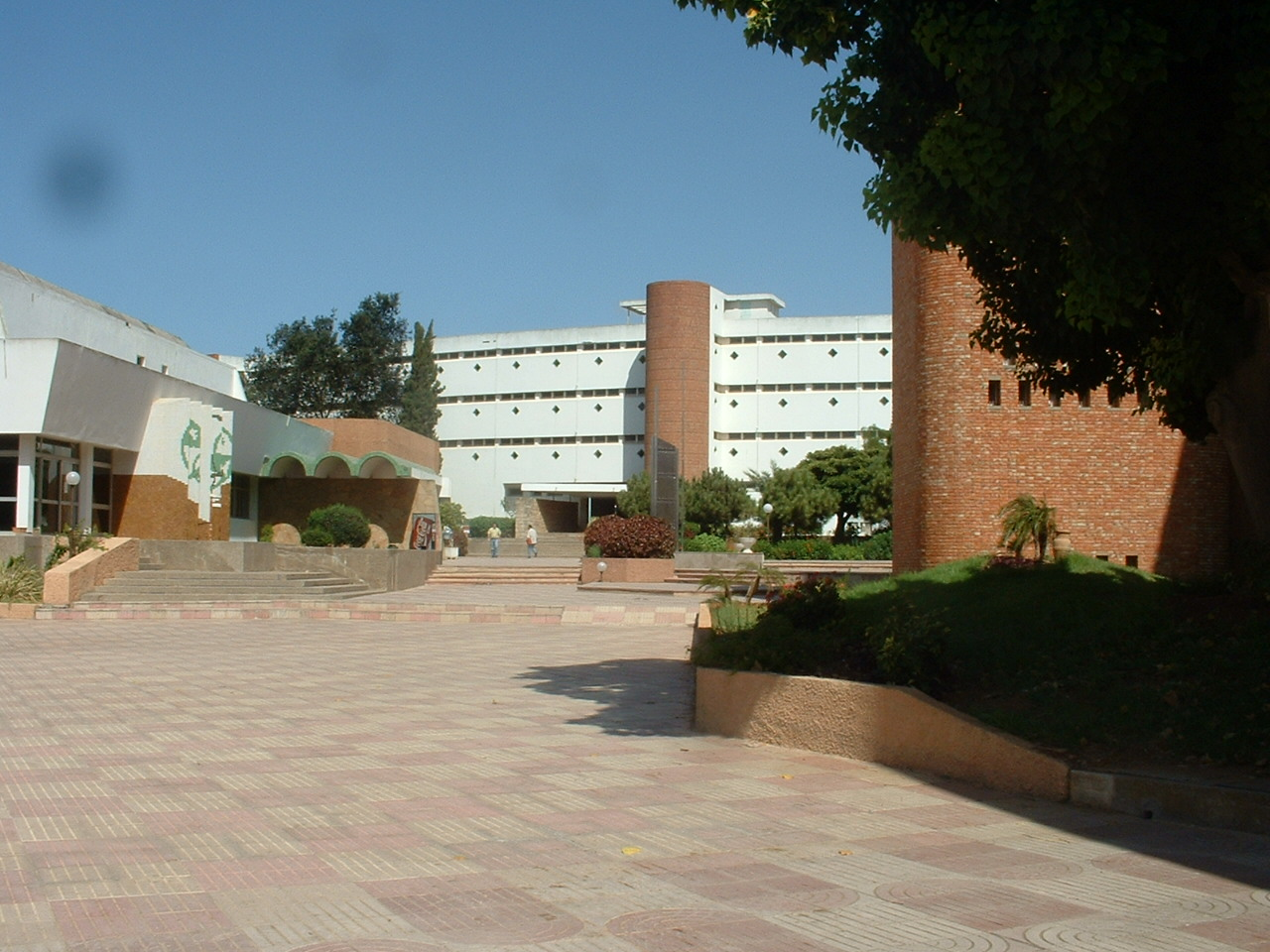
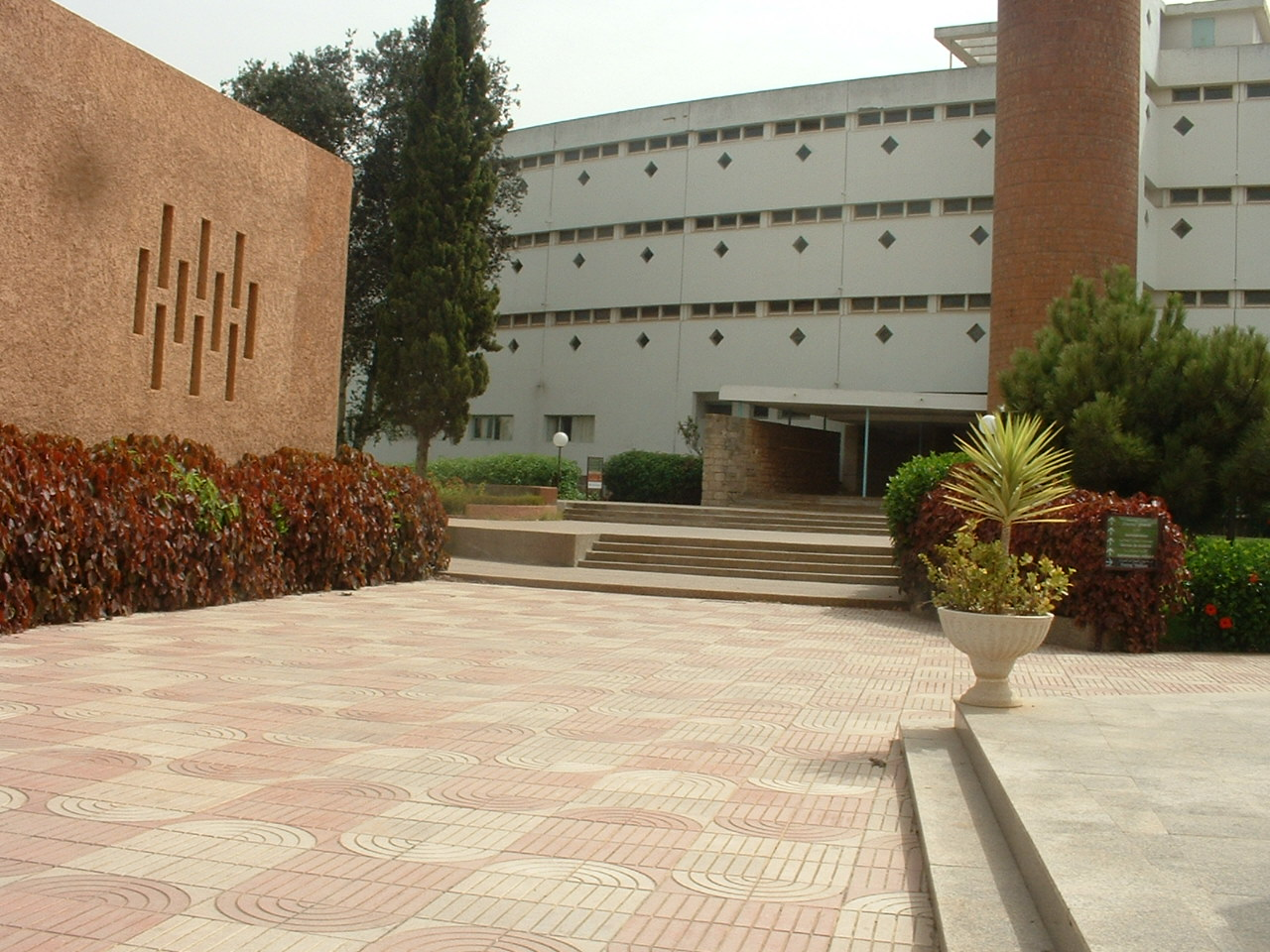
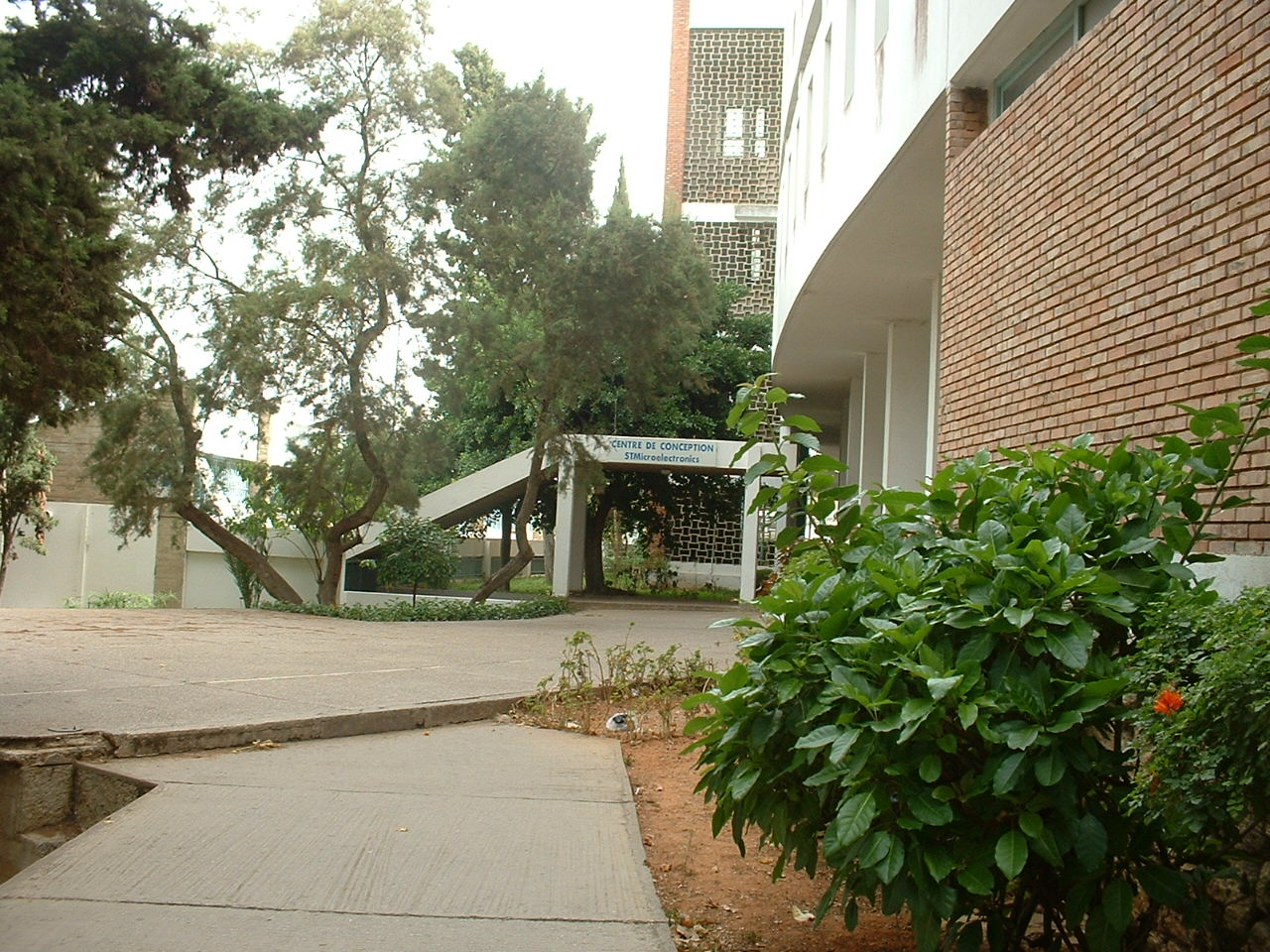
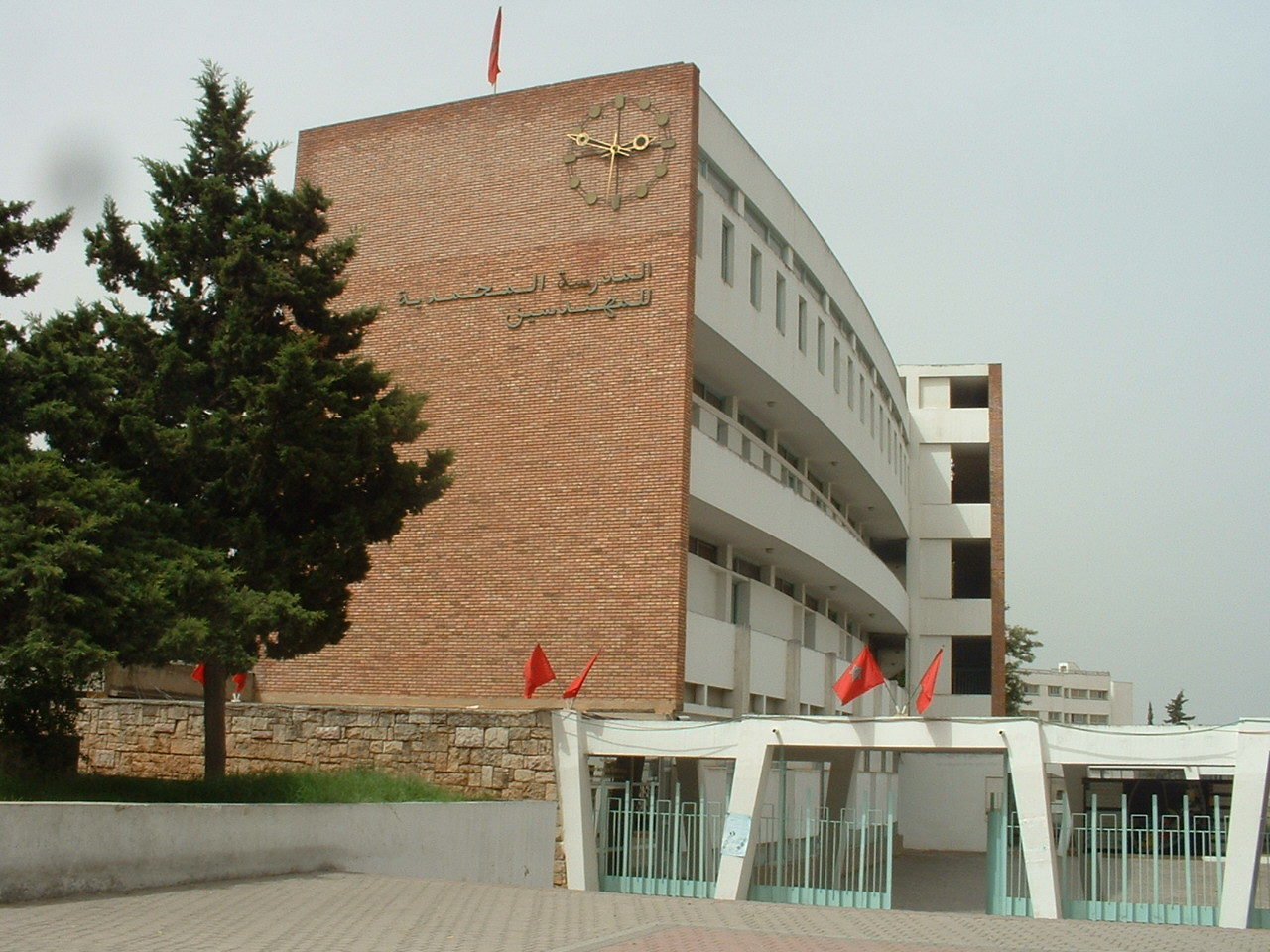